# Doctorin' the Tardis
Doctorin' the Tardis è un singolo dei KLF, pubblicato con il nome The Timelords, del 1988. La traccia, ispirata alla serie Doctor Who, ebbe riscontri commerciali positivi, ma ricevette giudizi controversi dalla stampa e la critica specialistiche.

## Composizione
Doctorin' the Tardis venne composta nel 1988 da Bill Drummond e Jimmy Cauty dopo aver abbandonato temporaneamente la sigla The Justified Ancients Of Mu Mu e prima di utilizzare l'alias The KLF. La traccia è una novelty ballabile che sfrutta i campionamenti di Doctor Who theme, Rock and Roll di Gary Glitter, Block Buster! degli Sweet e I Found Lovin' di Steve Walsh. Drummond dichiarò che il duo voleva realizzare un brano dance ispirato alla serie Doctor Who:
In un foglio informativo della KLF Communications, Drummond dichiarò che Doctorin' the Tardis è "forse il disco più nauseabondo del mondo" (un'affermazione anche riportata sull'etichetta del disco stesso). Affermò però che la traccia era stata realizzata in quanto, al duo, «piaceva anche celebrare il lato più trash del pop».
La genesi di Doctorin' the Tardis è ampiamente descritta dai KLF nel loro volume The Manual (1989), un libro che spiega come pubblicare un singolo da numero uno in classifica senza fatica.

## Video musicale

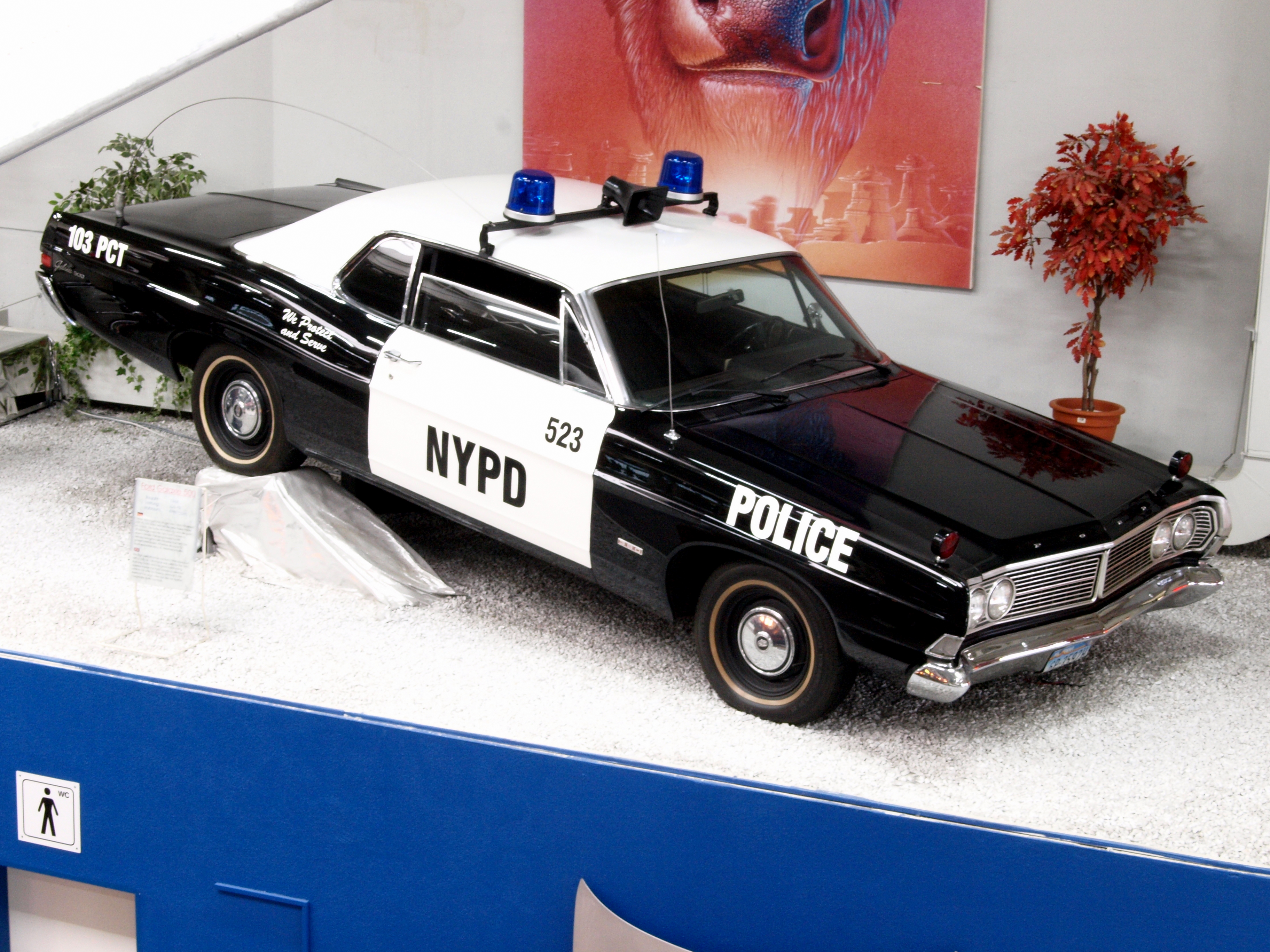
Modellino di Ford Galaxie della polizia esposto nel Museo automobilistico e tecnologico di Sinsheim. La stessa automobile compare nella copertina e nel filmato di Doctorin' the Tardis.

Nel filmato di Doctorin' the Tardis si vede l'automobile della polizia modello Ford Galaxie di Cauty, battezzata dal duo "Ford Timelord" (la stessa compare nella copertina del singolo e in quella dell'album dei Justified Ancients of Mu Mu Who Killed The JAMs?), intenta a cercare alcuni Dalek della serie Doctor Who nelle campagne inglesi. Nel videoclip, che venne girato nel Wiltshire, si possono vedere il White Horse e il Lansdowne Monument di Cherhill. Secondo quanto affermano Drummond e Cauty nel loro The Manual, il filmato costò 8.000 sterline.

## Accoglienza
La traccia entrò nella top 10 di molte classifiche; fu anche la prima del duo a raggiungere il primo posto in graduatorie quali quella britannica e neozelandese.
Doctorin' the Tardis ricevette giudizi controversi dalla stampa e la critica. Non venne risparmiata da Melody Maker, che la paragonò a una "straziante agonia", così come da Sounds, che la definisce «una rancida rielaborazione di vecchi dischi»; secondo quest'ultima rivista, «l'unico destino di un disco così nocivo è quello di finire nella top 10». Secondo The Guardian, la traccia è una "presa in giro" oltre che un "trionfo dell'arte trash". Nel 2020 la traccia venne inserita al dodicesimo posto in una lista dedicata alle novelty "migliori (o forse peggiori?)" e le più celebrate degli ultimi quarant'anni stilata da Eastern Daily Press.
Per contro, Tom Ewing di Freaky Trigger assegnò alla traccia un voto pari a 9/10 e sostenne che «è complementare al Theme from S-Express (...) incita teppisti e nerd a ballare in pista, insomma, tutte quelle persone che Mark Moore non avrebbe invitato alle sue feste.» Secondo Peter Paphides di The Observer, «è l'unica novelty che la maggior parte delle persone ammette di apprezzare, questo forse perché riusciamo a comprendere l'ironia del pop di Bill Drummond».
Nel 1990, nel corso di un'intervista rilasciata da Drummond su BBC Radio 1 in cui si parlò della genesi di Doctorin' the Tardis, il conduttore Richard Skinner la definì "aberrante". In tutta risposta, il musicista affermò, di sentirsi "colpevole" e di averla scritta perché «ci eravamo detti di voler celebrare qualcosa di molto britannico, qualcosa che Timmy Mallett capirebbe.»

## Formazione
- Time Boy (Bill Drummond) – produzione
- Lord Rock (Jimmy Cauty) – produzione